# Isometro
Nella teoria musicale il termine isometro serve a descrivere l'uso del battito senza metro regolare. Vedi anche: omoritmo. La musica è oggi usata solo nei canti dei salmi della Chiesa Riformata Ortodossa dei Paesi Bassi, basata sul ritmo fatto da Petrus Datheen (XVI secolo). esiste anche in scienza